# Hans Walther von Hürnheim

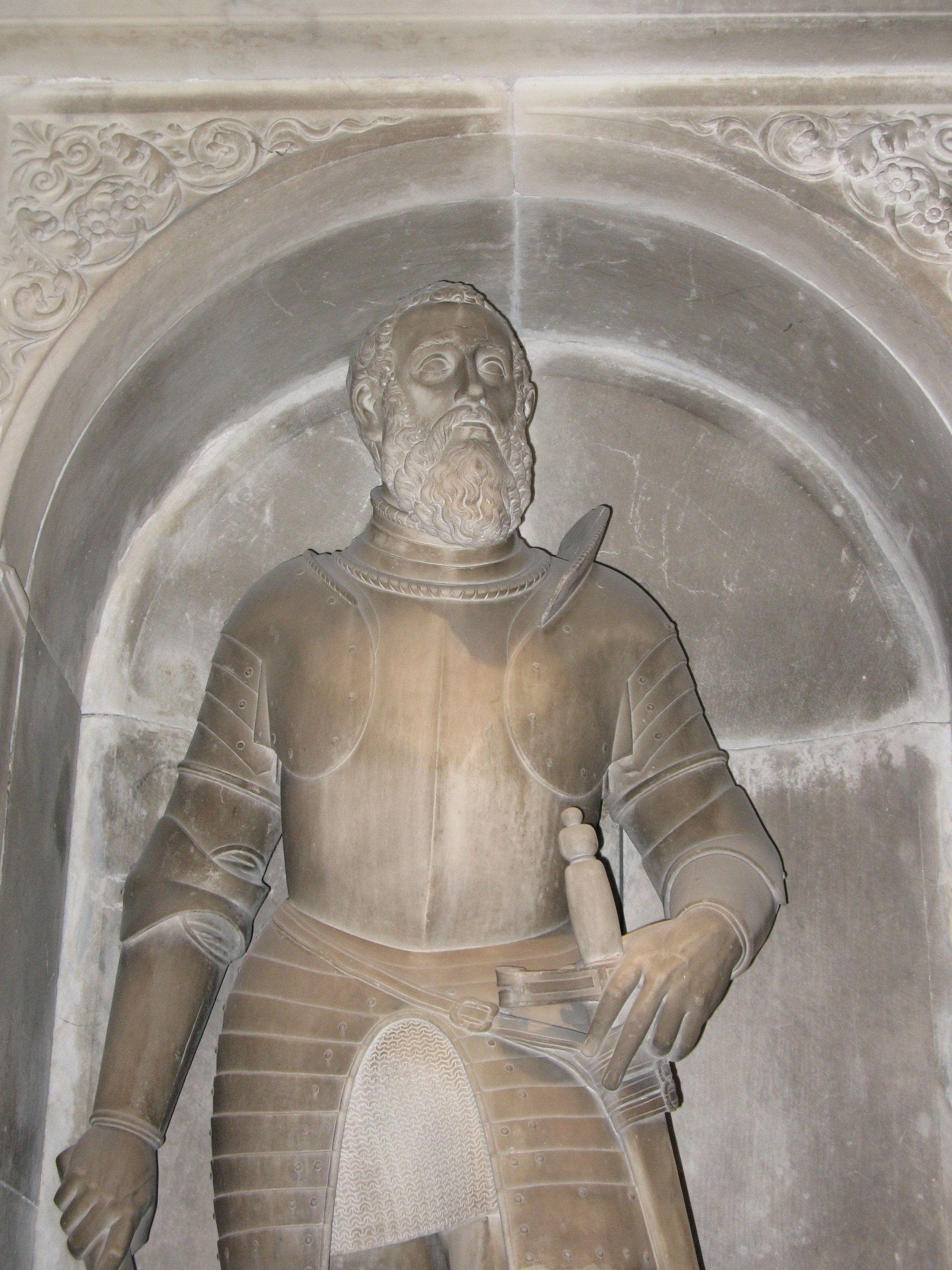
Detail vom Grabdenkmal des Hans Walther von Hirnheim aus dem Jahr 1557 in der Kirche San Giacomo degli Spagnuoli in Neapel

Hans Walther von Hürnheim auf dem Wappen von Kirchheim

Hans Walther von Hürnheim (Hirnheim) (* um 1500 in Kirchheim in Schwaben; † 15. September 1557 in Neapel) war ein kaiserlicher Rat und berühmter Landsknechtsführer.

## Leben
Um das Jahr 1500 wurde Hans Walther von Hürnheim als Sohn von Walther von Hürnheim (gest. 1516, Grabdenkmal in der Pfarrkirche Kirchheim in Schwaben) und Dorothea, geb. von Welden, geboren. 
Hans Walther von Hürnheim war Herrschaftsinhaber von Kirchheim, Eppishausen, Hochaltingen, Hüttlingen und Stettenfels. Das Wappen von Kirchheim (verliehen während des Reichstages zu Speyer 1544, eigenhändige Unterschrift von Kaiser Karl V.) bildet ihn heute noch ab.
Er hatte während seines Lebens eine Vielzahl von Ämtern inne. So war er herzoglich bayerischer Rat, herzoglich bayerischer Pfleger zu Aichach, königlicher und kaiserlicher Rat, Obrister der Landsknechte, oberster Forstmeister der Markgrafschaft Burgau und  kaiserlicher Kämmerer und Truchsess. Als besondere Auszeichnung des Kaisers wurde er um 1535 zum Goldenen Ritter (Ritter vom güldenen Sporn) ernannt und gehörte somit nach Auffassung des Historikers Eberhard Schmitt zu einer europäischen Leistungselite mit hoher politischer und diplomatischer Funktion.
Er war mit Martha (geb. Gosl) verheiratet, die Ehe blieb kinderlos. Martha Gösslin war um 1525 bis ca. 1531 Kammerjungfrau bei der bayerischen Herzogin Maria Jakobäa. Später ab  1532 war sie Hofdame bei Königin Maria von Ungarn, der Schwester Karl V. und Statthalterin in den Niederlanden, in Brüssel.

## Soldatenlaufbahn
Von Hürnheim begann seine Soldatenlaufbahn als Hauptmann über vier Fähnlein für den Deutschen Orden in den Türkenkriegen der 1530er Jahre unter Konrad von Bemelberg. Weitere Stationen seiner Soldatenlaufbahn waren:
- 1537 Obrister über ein Regiment Landsknechte in den Niederlanden und Frankreich
- 1544 Obrister der Landsknechte vor Metz
- 1544–1546 diplomatische Verhandlungen mit den Kurfürsten von Hessen und Sachsen und dem Herzog von Württemberg
- 1546 Obrister über ein Regiment deutsche Landsknechte, spanische Schützen sowie 300 niederländische Reiter (belagert Nördlingen)
- 1547 Schlacht bei Mühlberg, Obrister über elf Fähnlein Landsknechte
- 1552 führt er Vorverhandlungen über die Linzer Gespräche (Fürstenkrieg)
- 1552 Verteidigung der Ehrenberger Klause mit dem nach Hürnheim benannten Regiment Hanswalther
- 1552 diplomatische Verhandlungen mit den protestantischen Kurfürsten in Augsburg und Linz (Linzer Gespräche)
- 1555 Obrister mit süddeutschen Landsknechten in den Niederlanden
- 1557 Obrister über 6.000 deutsche Landsknechte zur Eroberung Roms gegen den Papst und den Königin Frankreich

Am 15. September 1557 stirbt von Hürnheim in Genzzano bei Rom durch Krankheit. Sein Grabdenkmal befindet sich in San Giacomo degli Sagnuoli in Neapel.